# 凱恩鎮區 (愛荷華州波特瓦特米縣)
凱恩鎮區（英語：Kane Township）是位於美國愛荷華州波特瓦特米縣的一個行政鎮區。

## 地方資料
根據2010年美國人口普查的數據，凱恩鎮區的面積為47.17平方千米，當中陸地面積為45.74平方千米，而水域面積為1.43平方千米。當地共有人口53485人，而人口密度為每平方千米1,133.88人。